# Chrysichthys dageti
Chrysichthys dageti är en fiskart som beskrevs av Jean-Paul Risch 1992. Chrysichthys dageti ingår i släktet Chrysichthys och familjen Claroteidae. IUCN kategoriserar arten globalt som sårbar. Inga underarter finns listade i Catalogue of Life.